# Zinse
Zinse is een deel van de Duitse gemeente Erndtebrück, deelstaat Noordrijn-Westfalen. Zinse hoort bij de Kreis Siegen-Wittgenstein.
Zinse ligt aan de Uerdinger Linie, in het traditionele gebied van het Hoogduits. Zinse ligt tussen Böhl en Lützel.